# Duiker (otok)
Otok Duiker ili Duikereiland (afrikaans), također poznat kao Otok tuljana (ne treba ga miješati s obližnjim Otokom tuljana), je otok u zaljevu Hout u blizini Kaapstada, u Južnoj Africi. Dimenzija je 77 x 95 metara, površine oko 0,4 hektara.
Otok je poznat po svojoj morskoj divljini, uključujući kapske tuljane i vrste morskih ptica kao što su obični kormorani i galebovi alge. Redovito ga posjećuju turisti i fotografi brodom preko Mariner's Wharfa u luci Hout Bay.
Dana 13. listopada 2012. prevrnuo se mali brod koji je prevozio turiste na otok Duiker. Incident je rezultirao smrću dvojice muškaraca, dok su tri žene preživjele pronašavši zračne džepove ispod okrenutog broda.